# ينس راسموسن
ينس راسموسن (2 يونيو 1968 جزر فارو - ) هو لاعب كرة قدم دانمركي يلعب كلاعب وسط.

## روابط خارجية
- ينس راسموسن على موقع قاعدة بيانات كرة القدم.إي يو (الإنجليزية)
- ينس راسموسن على موقع ناشيونال فوتبول تيمز (الإنجليزية)
- ينس راسموسن على موقع Soccerway.com (الإنجليزية)